# 戈克胡瑟巴赫河
47°23′30″N 8°36′32″E / 47.39154°N 8.60880°E

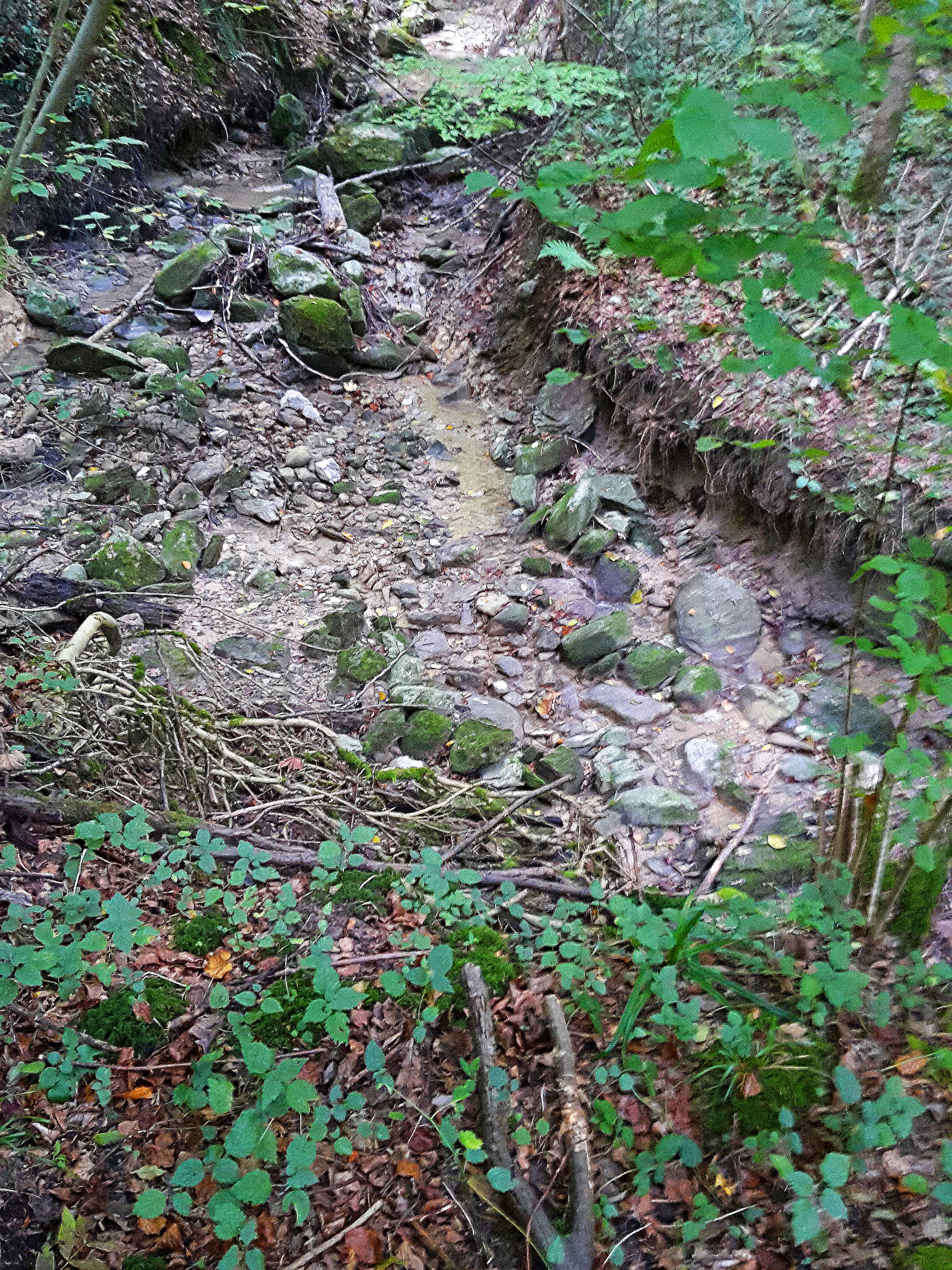

戈克胡瑟巴赫河是瑞士的河流，位於該國北部，流經蘇黎世州，屬於布賴蒂巴赫河的左支流，河道全長2.1公里，流域面積0.8平方公里，河畔城鎮有迪本多夫。